# Terryn
Terryn of terryn is een Belgische achternaam.  De naam is het meest frequent in West-Vlaanderen. De naam komt ook zonder hoofdletter voor. De naam verwijst naar iemand die de zoon was van Diederik of Thierry.  De naam is hevig over tijd geadapteerd.
In 2008 lag het aantal Belgische naamdragers op 1.065. De grootste concentratie woont in Moorslede, daar bezit 0,42% van de inwoners deze achternaam.

## Hoofdletter
In Nederland is het hoofddeel van een achternaam altijd met een hoofdletter, in België wordt een naam in principe geschreven zoals deze in het bevolkingsregister genoteerd staat. Een klein aantal naamdragers (21 personen in 2008) kiest ervoor de naam zonder hoofdletter te schrijven en staat ook als dusdanig bij instanties bekend. Een bekende naamdrager van de variant zonder hoofdletter is Georges terryn. Hoe het kan dat bij sommige naamdragers de hoofdletter ontbreekt is niet bekend. 

## Belgische naamdragers
- Georges terryn, (1957) filmregisseur
- Guido Terryn (1943 – 2015), roeicoach
- Johan Terryn (1969), acteur
- Mathieu Terryn (1993), zanger Bazart
- Peter Terryn (1963), anarchistisch politiek activist
- Marthe Versichelen-Terryn (1917 - 2015), eerste vrouwelijke gewoon hoogleraar aan de Universiteit Gent